# Packard 400
Packard 400 (Packard Four Hundred) – luksusowy model samochodu osobowego produkowany w latach 1955–1956, od 55. do 56. serii aut marki Packard przez przedsiębiorstwo Studebaker-Packard. Został wprowadzony w jedynej wersji nadwozia hardtop coupé, w schyłkowym okresie istnienia tej marki. Napędzały go silniki benzynowe V8 o pojemności 5,8 l i 6,1 l.
Uprzednio w latach 1951–1952 oznaczenie „400” nosił dodatkowo model Packard Patrician.

## Historia modelu

### Seria 55

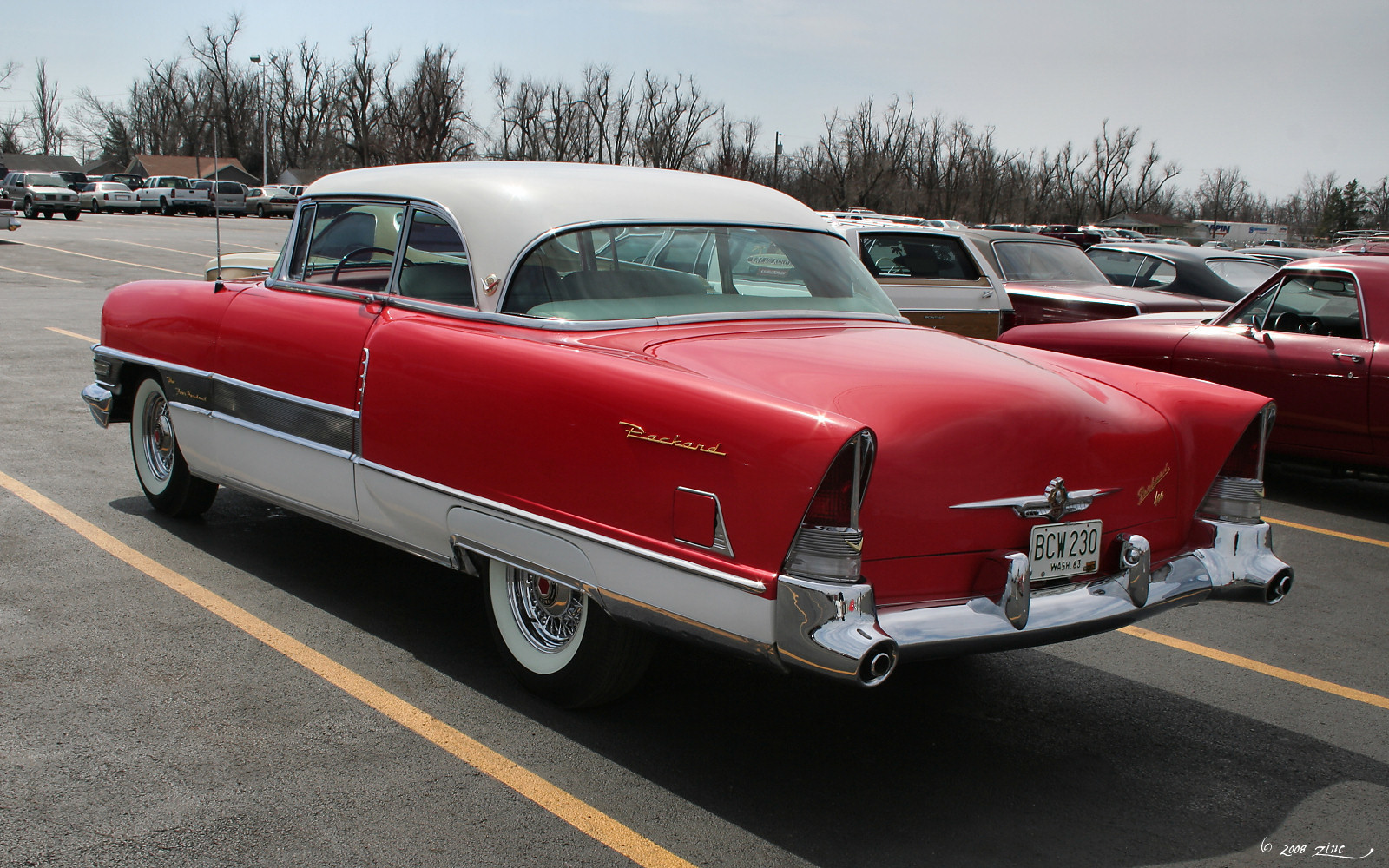
1955 Packard 400 od tyłu

Oznaczenie „400” po raz pierwszy zostało użyte przez Packarda w latach 1951 i 1952 jako dodatkowy wyróżnik najdroższego wówczas modelu tego producenta – czterodrzwiowego sedana Packard Patrician 400. Ponownie Packard wprowadził je w 1955 roku, już jako samodzielną nazwę luksusowego modelu o charakterze sportowym, dostępnego tylko w odmianie nadwoziowej dwudrzwiowego hardtop coupé, zastępującego ubiegłoroczny model Pacific, o krótszym rozstawie osi. Nowy Packard 400 dzielił konstrukcję z pozostałymi modelami luksusowej „starszej” (senior) linii Packarda o rozstawie osi 127 cali (3,22 m) – kabrioletem Caribbean i sedanem Patrician. Pod względem konstrukcyjnym samochody z 1955 roku wywodziły się z modelu Patrician 400 z 1951 roku, lecz zostały gruntownie zmodernizowane i całkowicie przestylizowane, otrzymując nadwozia o nowoczesnej linii, ulepszone zawieszenie i mocniejsze nowoczesne silniki w układzie V8 zamiast rzędowych ośmiocylindrowych.
Autorem nowej stylistyki był stylista Packarda Richard Teague. Jej głównym wyróżnikiem były błotniki przednie o poziomym przebiegu, ze spłaszczoną maską między nimi, kończące się „kapturami” osłaniającymi pojedyncze reflektory. Cały pas przedni, z atrapą chłodnicy na całą szerokość w formie ozdobnej kraty, był nachylony do przodu, co nadawało samochodowi agresywny wygląd. Górna krawędź atrapy była lekko wygięta, nawiązując do poprzedniej jej stylistyki. Szyba przednia i tylna zostały silniej wygięte na boki. Błotniki tylne zostały lekko podkreślone, z fałszywymi wlotami powietrza na przedniej krawędzi, i kończyły się płetwami z pionowymi lampami na końcu. W materiałach marketingowych model 400 określany był angielską nazwą słownie (Packard Four Hundred), także na ozdobnym pasie za przednimi kołami miał stylizowany metalowy napis „The Four Hundred”, natomiast na klapie bagażnika nosił oznaczenie „Packard 400”.
Benzynowy silnik V8 OHV miał pojemność 352 cali sześciennych (5,8 l) i w tym modelu, z czterogardzielowym gaźnikiem, rozwijał moc 260 KM. Był to pierwszy rok, w którym Packard wprowadził silniki w układzie V8. Napęd przenoszony był na tylne koła za pośrednictwem automatycznej skrzyni biegów Twin Ultramatic, a na zamówienie dostępna była 3-biegowa skrzynia manualna. Automatyczna skrzynia biegów stanowiła rozwinięcie udanej skrzyni Ultramatic z poprzedniego roku, która była wyposażona w rzadko wówczas stosowaną blokadę przekładni hydrokinetycznej, polepszającą wykorzystanie mocy i ekonomikę jazdy. Miała dwa wybierane zakresy przełożeń do przodu: wysoki dla normalnej jazdy oraz niski dla jazdy pod górę i hamowania silnikiem, a także położenie zapewniające start z niskiego zakresu i automatyczne przełączenie na wysoki zakres, przyspieszające start. Skrzynia Twin Ultramatic jednak początkowo cierpiała na usterki, później eliminowane. W zawieszeniu przednim i tylnym od tego roku wprowadzono drążki skrętne, polepszające prowadzenie i komfort. Opony miały rozmiar 8,00×15. Nowością było także przejście na instalację elektryczną 12 V. W wyposażeniu standardowym znajdowało się wspomaganie hamulców i kierownicy oraz zegar elektryczny, natomiast pozostałe elementy wyposażenia, jak radio (102–125$), klimatyzacja (647$), elektrycznie podnoszone szyby i regulowane fotele oraz skórzana tapicerka, były dostępne za dopłatą. Model ten miał kod fabryczny 5587. Dostępne było 17 kolorów nadwozia, które mogły utworzyć 36 wariantów dwukolorowych i cztery trzykolorowe.
Packard 400 produkowany był od stycznia 1955 i ogółem powstało 7206 samochodów tego rocznika. Cena bazowa bez wyposażenia dodatkowego wynosiła 3930 dolarów, co czyniło go drugim najdroższym modelem marki po kabriolecie Caribbean.

### Seria 56

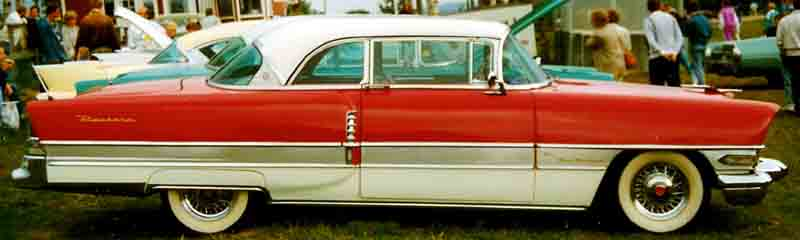
1956 Packard 400 z boku

W listopadzie 1955 roku Packard zaprezentował modele odświeżonej serii 56, na 1956 rok modelowy. Zmiany w nadwoziu były kosmetyczne i obejmowały głównie nieco zmieniony pas przedni. Atrapa chłodnicy otrzymała kratę o większych polach i nieznacznie zmienionym kształcie, co pociągnęło także zmianę paneli pod reflektorami, świateł postojowych i zderzaka, z szerzej rozstawionymi kłami. Bardziej ekskluzywne stało się także wykończenie wnętrza. W tym roku oprócz hardtopu 400, Packard oferował też bardziej luksusowy hardtop Caribbean.
Napęd stanowił tym razem nowy silnik V8 o pojemności 374 cali sześciennych (6,1 l) z czterogardzielowym gaźnikiem, rozwijający moc 290 KM. Dostępna była jedynie automatyczna skrzynia biegów Ultramatic, ulepszona i dopracowana w stosunku do poprzedniego roku. Opcjonalnie skrzynia była dostępna z wybieraniem zakresów za pomocą przycisków (Touch Button Ultramatic), jednak mechanizm ten, dostarczany przez firmę Auto-Lite, oparty na silnikach elektrycznych, był nieudany i sprawiał problemy w eksploatacji. W wyposażeniu standardowym oprócz zegara było już tylko wspomaganie hamulców, a pozostałe opcje wraz ze wspomaganiem kierownicy (115 dolarów) były za dopłatą. Cena bazowa mimo to nieco wzrosła do 4190 dolarów. Model ten miał kod fabryczny 5687.
Na skutek słabnącej sprzedaży od kilku lat, przedsiębiorstwo Studebaker-Packard Corporation popadło w kłopoty finansowe i ostatecznie w czerwcu 1956 roku zaprzestało produkcji samochodów własnej konstrukcji Packarda w fabryce w Detroit, w tym modelu 400. W konsekwencji, wyprodukowano tylko 3224 samochody Packard 400 tego rocznika.
Packard 400 nie miał bezpośredniego następcy – w 1957 roku nie produkowano modeli dwudrzwiowych, natomiast na 1958 rok (ostatni rok istnienia marki Packard) wprowadzono model Packard Hawk z dwudrzwiowym nadwoziem hardtop coupe jako sztandarowy model tej marki, w zbliżonym segmencie cenowym do Packarda 400, lecz o charakterze i nadwoziu bardziej sportowym.

## Dane techniczne

### Seria 55
Napęd:
- Silnik: gaźnikowy Packard V8, OHV, chłodzony cieczą, umieszczony podłużnie z przodu, napędzający koła tylne
- Pojemność skokowa: 352 cale sześcienne (ok. 5768 cm³)
- Średnica cylindra × skok tłoka: 4" × 3½" (ok. 101,6 × 88,9 mm)[1]
- Moc maksymalna (brutto): 260 KM przy 4600 obr./min[1]
- Maksymalny moment obrotowy: 355 stopofuntów (481 Nm) przy 2400–2800 obr./min[1]
- Stopień sprężania: 8,5:1[1]
- Gaźnik: czterogardzielowy[1]
- Skrzynia przekładniowa automatyczna Twin Ultramatic (opcjonalnie  trzybiegowa manualna)[5]
- Przekładnia główna: hipoidalna o przełożeniu 3,54:1[1]
- Instalacja elektryczna: 12 V[1]

Układ jezdny:
- Podwozie: prostokątna rama nośna z ceowników, z poprzecznicami i wzmocnieniem krzyżowym pośrodku[2]
- Zawieszenie przednie: wahacze poprzeczne, drążki skrętne, stabilizatory, automatyczny regulator obciążenia[1]
- Zawieszenie tylne: sztywna oś, wahacze wzdłużne, drążki skrętne, stabilizatory, automatyczny regulator obciążenia[1]
- Hamulce przednie i tylne bębnowe, ze wspomaganiem[1]; hamulec ręczny postojowy[2]
- Ogumienie: diagonalne bezdętkowe o wymiarach 8,00-15[1]
- Rozstaw kół przód/tył: 1524/1547 mm[1]

### Seria 56
Napęd:
- Silnik: gaźnikowy Packard V8, OHV, chłodzony cieczą, umieszczony podłużnie z przodu, napędzający koła tylne
- Pojemność skokowa: 374 cali sześciennych (ok. 6128 cm³)
- Średnica cylindra × skok tłoka: 4⅛" × 3½" (ok. 104,8 × 88,9 mm)[2]
- Moc maksymalna (brutto): 290 KM przy ? obr./min
- Maksymalny moment obrotowy: 405 stopofuntów (549 Nm) przy 2800 obr./min[2]
- Stopień sprężania: 10:1[2]
- Gaźnik: czterogardzielowy[2]
- Skrzynia przekładniowa automatyczna Ultramatic z wybieraniem przyciskowym[2]
- Przekładnia główna: hipoidalna o przełożeniu 3,07:1 (opcjonalnie: 3,54:1, 3,31:1, 2,87:1)[2]